# Мейер, Кристиан
Кристиан Мейер (исп. Christian Meier; род. 17 июня 1970 года в Лиме, Перу) — перуанский и латиноамериканский актёр и певец, снимавшийся также и в фильмах производства США.

## Биография
Кристиан был младший из четверых детей в очень благополучной по меркам Перу семье. Его мать — Мисс Вселенная 1957 года Глэдис Зендер. Он получил хорошее образование. В четырнадцать лет вместе с друзьями Мейер организовал рок-группу: освоил клавишные, гитару и пробовал петь.
После окончания школы Кристиан поступил в художественную школу. После её окончания он с товарищами создал рок-группу Arena Hash. Кристиан снимался в клипах на песни собственной группы, но через несколько лет группа распалась. В 1994 году он сыграл роль в сериале «Gorrión» и в фильме «Наблюдатели 3». Его актёрская и эстрадная карьера продолжается до сих пор.

## Творчество

### Телесериалы
- «La Malquerida» — Esteban Domínguez — México, Televisa / 2014
- «Cosita Linda» — Diego Lujás — EE.UU, Venevision & Univision / 2013
- «Cumbia Ninja» — Willy Vega — Colombia, FoxTelecolombia / 2012
- «Familia en venta» — Santiago — Colombia, FoxTelecolombia / 2012
- «La Primera Dama» — Leonardo Santander — Colombia, Caracol / 2011
- «Lynch» — Emilio Triana — Colombia, FoxTelecolombia / 2011
- «Alguien te mira» — Rodrigo Quintana — Miami,USA, Telemundo / 2010
- «Doña Bárbara» — Santos — Colombia,RTI-Telemundo / 2008—2009
- «Zorro: la espada y la rosa» — Diego/Zorro — Colombia,RTI-Telemundo / 2007
- «La Tormenta» — Santos — Colombia, RTI-Telemundo/ 2005—2006
- «Luna, la heredera» — Mauricio — Colombia, Caracol / 2004
- «Luciana y Nicolás» — Nicolás — Perú, Alomi Producciones / 2003
- «Lo que es el Amor» — Efrén — México, TV Azteca / 2001
- «Amores, Querer con Alevosía» — Pablo — México, TV Azteca / 2001
- «Me Muero por Ti» — Alfonso — USA, Rubicon Entertainment / 2000
- «Isabella, mujer enamorada» — Fernando — Perú, América producciones /1999
- «Luz Maria» — Gustavo — Perú, América producciones / 1998
- «Escándalo» — Álvaro — Perú, Iguana Producciones y Frecuencia Latina / 1997
- «La Noche» — Daniel — Perú, Iguana Producciones / 1996
- «Obsesión» — Jimmy — Perú / 1996
- «Malicia» — Francisco — Perú / 1995
- «Gorrión» (1994) — Gabriel — Perú / 1994

### Фильмы
- «Наблюдатели 3» — Watchers III — The Outsider / 1994
- «Никому не говори» — No se lo Digas a Nadie — Gonzalo / 1998
- «Город М» — Ciudad de M — Pacho / 2000
- «Желания Марсиан» — Un Marciano Llamado Deseo / 2003
- «Жена моего брата» — La Mujer de Mi Hermano — Ignacio / 2005
- «Валентино и клан Пса» — Valentino y el clan del can — Valentino (voice) / 2008
- «Mar de fondo» as Jorge / 2010
- «Magallanes»  — / 2014
- «Asu Mare 2»  — Ricky / 2015

### Музыка
- No me acuerdo quien fuí (1996)
- Primero en mojarme (1998)
- Once noches (2001)